# Firmin Abissi
Firmin Abissi (* 25. September 1951) ist ein ehemaliger beninischer Boxer.

## Karriere
Abissi gehörte bei den Olympischen Sommerspielen 1980 zu der 16-köpfigen, aus sieben Boxern und neun Leichtathleten bestehenden Delegation seines Landes und bei den Olympischen Sommerspielen 1984 zu der dreiköpfigen, rein aus Boxern bestehenden Delegation. Bei den Spielen in Los Angeles 1984 war er zudem Fahnenträger bei der Eröffnungsfeier.
Er trat in beiden Fällen im Bantamgewicht an und verlor 1980 nach einem Freilos in der ersten Runde seinen Zweitrundenkampf gegen Ryszard Czerwiński aus Polen. Vier Jahre später unterlag er, ebenfalls nach einem Freilos in der zweiten Runde Barbar Ali Khan aus Pakistan.